# Eusideroxylon
Eusideroxylon (лат.) — монотипный род вечнозелёных деревьев семейства Лавровые (Lauraceae), включающий единственный вид Eusideroxylon zwageri. Произрастает на островах Борнео и Суматра в Индонезии и Малайзии.
В разговорной речи на английском языке вид известен как «борнейское железное дерево» (англ. Bornean ironwood). Лиственное дерево, достигающие высоты до 50 м со стволами более 2 м в диаметре, дающие коммерчески ценную древесину. Древесина дерева непроницаема для термитов и может сохраняться до 100 лет после вырубки. Из-за обширной вырубки лесов вид занесён в Красную книгу МСОП как уязвимый.

## Этимология
Родовое название Eusideroxylon — латинизированное греческое слово, образованное от греческих слов sideros — «железо» и xylon — «дерево» с приставкой eu-, что означает «настоящий», или «истинный». Таким образом, название рода означает «настоящее железное дерево».

## Описание

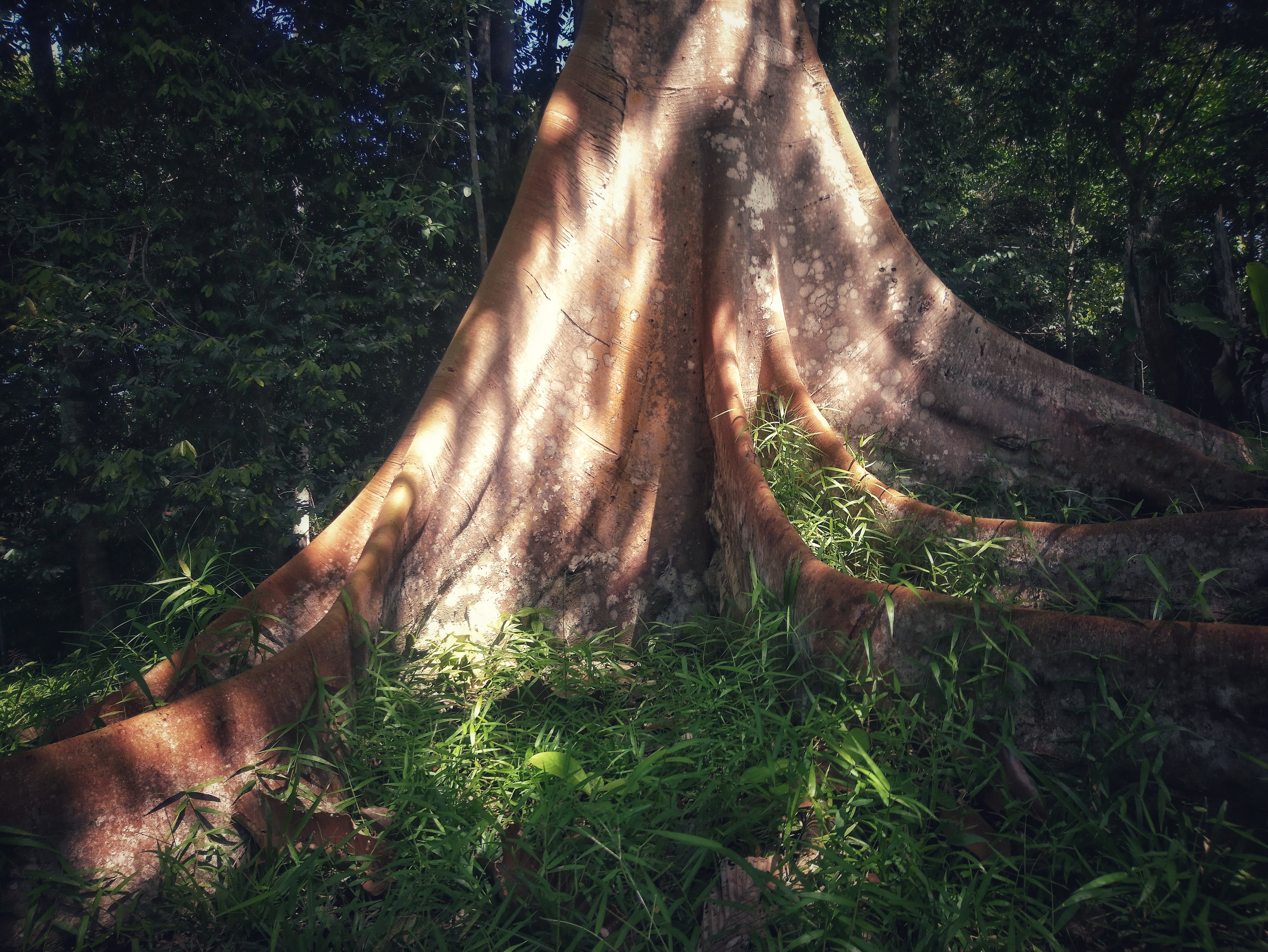
Основание ствола взрослого дерева с контрфорсами

Eusideroxylon zwageri — высокое вечнозелёное дерево с прямым стволом, с прямыми или раскидистыми ветвями и чрезвычайно прочной и устойчивой к гниению древесиной. Медленнорастущее дерево. Ствол слегка рифлёный у основания, диаметром до 150—220 см. Имеет множество небольших округлых опор, которые придают основанию вид слоновьей ноги. Отдельные деревья могут достигать возраста тысячи лет и более. Коммерчески эксплуатируемые деревья достигают высоты 30 и более метров с диаметром ствола до 92 см. Защищённые деревья — это гиганты леса, достигающие высоты до 50 м и диаметра 220 см. Дерево, обнаруженное в 1993 году в национальном парке Кутай, является одним из крупнейших растений в Индонезии. Его возраст оценивается в 1000 лет, и за 20 лет с момента его обнаружения его диаметр увеличился с 2,41 до 2,47 м. Однако его высота уменьшилась с 30 метров до всего лишь 20 после удара молнии. Другое дерево в Сангкимахе на западе парка имеет диаметр 2,25 м и высоту около 45 м.
Листья тёмно-зелёные, простые, кожистые, эллиптические или яйцевидные, 14-18 см в длину и 5-11 см в ширину, очередные, редко мутовчатые или супротивные, без прилистников и черешков. Листовая пластинка цельная и иногда с щелями или углублениями в пазухах главных боковых жилок. Молодые листья красновато-коричневые или желтовато-красные. Покрыты толстым слоем воска, что делает их глянцевыми.
Цветки от бледно-жёлтого до жёлтого цвета. Цветок гермафродитный, актиноморфный, с 6 листочками околоцветника, распределёнными в двух перекрывающихся мутовках. Имеется шесть стаминодиев, три тычинки и простой пестик, состоящий из одного плодолистика. Опыление осуществляется пчёлами и другими насекомыми. Плоды — костянки, различающиеся по размеру и форме от продолговатых до яйцевидных или полуцилиндрических до асимметричных удлинённых или округлых. Плоды длиной 8-13 см и диаметром 4-5 см, масса 90-170 г. Распространение семян осуществляется позвоночными животными, такими как птицы, обезьяны, летучие мыши и грызуны, для которых плоды являются важным источником пищи.
Сегменты древесины, собранные с 15 вырубленных пней в национальном парке Кубах, штат Саравак (Малайзия), показали, что дерево может жить более 1000 лет и что скорость роста этого вида очень медленная, со средней радиальной скоростью роста 0,058 см/год. Вырубка старых деревьев E. zwageri приводит к замене вида более быстрорастущими видами. Длительная продолжительность жизни и замедленная скорость роста этого вида могут быть результатом его плотной и прочной древесины, содержащей обильные защитные соединения.

## Ареал и местообитание
Произрастает в Индонезии и Малайзии на островах Борнео и Суматра. Сеянцы требуют некоторой тени, в то время как взрослые деревья нуждаются в большом количестве света. Eusideroxylon zwageri произрастает в долинах и на склонах холмов, и даже на низких хребтах, когда почва достаточно увлажнена на высоте от уровня моря до 625 м над уровнем моря.

## Древесина
Ядро древесины (внутренние более старые слои) Eusideroxylon zwageri при распиле — от светло-коричневого до почти ярко-жёлтого цвета. В процессе старения оно темнеет до глубокого красновато-коричневого, очень тёмно-коричневого или почти чёрного. Заболонь (внешний более молодой слой древесины) при распиле ярко-жёлтая и слегка темнеет. Текстура древесины тонкая и ровная, с прямыми волокнами или слегка переплетёнными. Древесина сохраняет приятный лимонный аромат. Запах, наряду с естественным высоким блеском древесины, делает её неоценимой краснодеревщиками и мастерами по изготовлению роскошной мебели.
Древесина плотная, а текстура умеренно тонкая или тонкая и ровная. Устойчива к насекомым, бактериям, грибкам и морским сверлильщикам (Barnea similis). Обладает антибактериальными свойствами, которые используются местным населением. Сосуды диффузно-пористые, среднего размера и, как правило, равномерно распределены, расположены короткими радиальными рядами (2-3 сосуда). Умеренное обилие крыльевидной паратрахеальной паренхимы. Границы годичных колец нечёткие или отсутствуют. Часто присутствуют тилозы.
Радиальная усадка 2-4,5 %, тангенциальная усадка 4,5-7,5 %. Древесина Eusideroxylon zwageri высыхает медленно требует осторожности, чтобы избежать трещин и расколов. Славится лёгкостью в обработке, несмотря на высокую плотность. Древесина строгается, сверлится и обтачивается чисто, производя гладкие и часто блестящие поверхности. Требуется предварительное сверление перед забиванием гвоздей. Пильные полотна и другие режущие инструменты умеренно затупляются во время обработки древесины. Древесину трудно склеивать синтетическими смолами.

## Использование
Благодаря отличной устойчивости к бактериям, грибкам, насекомым и морским древоточцам древесина E. zwageri высоко ценится для многих наружных применений, особенно в качестве настила. Кроме того, высокая плотность и лёгкая обрабатываемость древесины делают её особенно желательной при строительстве доков и в судостроении, особенно индонезийских парусных лодок пиниси. Местное использование древесины включает строительство домов, дверей, бочек, жёлобов для воды, строительство лодок пиниси, инструментов, рукояток, талисманов, ювелирных изделий и других предметов.

## Охранный статус
Правительство Индонезии и правительство штата Саравак в Малайзии официально запретили экспорт E. zwageri. Однако, контрабанда продолжает оставаться серьёзной проблемой.